# Neyla Moronta
Neyla Chiquinquirá Moronta Sangronis (Caracas, 31 ottobre 1953) è una modella venezuelana, eletta Miss Venezuela nel 1974, e rappresentante del Venezuela a Miss Universo 1974, concorso svoltosi a Manila il 19 luglio 1974..